# Vendehalse
Vendehalse (Jynx) er en slægt indenfor spættefuglene.
Det er den eneste slægt i underfamilien Vendehalse (Jynginae).

## Arter
De to arter i slægten Jynx:
- Vendehals (Jynx torquilla)
- Rødstrubet vendehals (Jynx ruficollis)